# Passiflora trifoliata
Passiflora trifoliata är en passionsblomsväxtart som beskrevs av Antonio José Cavanilles. Passiflora trifoliata ingår i släktet passionsblommor, och familjen passionsblomsväxter. Utöver nominatformen finns också underarten P. t. tarmensis.